# San Andrés (ort i Spanien)
San Andrés är en ort i Spanien.   Den ligger i provinsen Provincia de Santa Cruz de Tenerife och regionen Kanarieöarna, i den sydvästra delen av landet, 1 700 km sydväst om huvudstaden Madrid. San Andrés ligger 108 meter över havet och antalet invånare är 3 512. Den ligger på ön Teneriffa.
Terrängen runt San Andrés är kuperad. Havet är nära San Andrés åt sydost.  Närmaste större samhälle är Santa Cruz de Tenerife, 7,1 km sydväst om San Andrés. 